# Luis Andrade Galindo
Luis Aníbal Andrade Galindo (Cotacachi, 1943/1944) es un abogado y político ecuatoriano.

## Trayectoria
Saltó a la luz pública luego de defender exitosamente a un acusado de asesinato en un sonado crimen de Ibarra que pasó a ser conocido como el "caso Patiño". Durante el juicio demostró que el dueño de un cabaret había cometido el crimen y luego había pagado a uno de sus empleados para asumir falsamente la culpa.
En las elecciones seccionales de 1978 fue elegido alcalde de Ibarra por el partido Democracia Popular, ocupando el cargo hasta 1984.
En 1997 fue elegido representante de la provincia de Imbabura en la Asamblea Constituyente de 1997.
Otros cargos que desempeñó incluyen concejal, presidente de la Casa de la Cultura núcleo Imbabura, ministro interino de la Corte Superior de Justicia y presidente de la Corte de Justicia de Imbabura.

## Publicaciones
- Los sensible del terruño. Hitos de la ibarreñidad (2004)[1]